# Juniperus monticola
Juniperus monticola (яловець мексиканський) — вид хвойних рослин родини кипарисових.

## Поширення, екологія
Країни проживання: Гватемала; Мексика (Герреро, Ідальго, Халіско, Мексиканський Федеральний Округ, штат Мехіко, Мічоакан, Нуево-Леон, Пуебла, Веракрус). Від крупного чагарника до невеликого дерева цей вид зрідка зустрічаються в ялівцевому рідколіссі, або в інших відкритих соснових лісах; з підліском з Ribes, Rosa, Rubus. Форма чагарника, що стелеться поширена на рівні або вище лінії дерев на хребтах базальту або осипах, з травами, наприклад, Calamagrostis і Festuca, чагарниками, такими як Ribes, та деяких альпійськими травами, або на скелях і кручах до межі рослинності на найвищих вулканах Мексики. Висотний ареал виду: 2000–4270 м над рівнем моря.

## Морфологія
Це дводомні вічнозелені кущі або дерева, до 10 м у висоту. Листки нисхідні або лускуваті. Жіночі шишки (ягоди) кулясті, 5–9(10) мм, синьо-чорні, сизі, м'які, зазвичай на вигнутих квітконосах. Насіння (2)3–7(9) на шишку. Пилок проливається восени.

## Використання
Вид не культивується.

## Загрози та охорона
Ніяких конкретних загроз не було визначено для цього виду. Цей вид присутній в декількох ПОТ, серед яких: Національний Парк де Піко-де-Орисаба.